# Puchar Polski w koszykówce mężczyzn 2003/2004
Puchar Polski w koszykówce mężczyzn 2003/2004 został rozegrany we Włocławku w dniach 26-27 marca 2004, w formie turnieju, w którym uczestniczyły cztery najlepsze zespoły Era Basket Ligi po rundzie zasadniczej sezonu 2003/04.

## Półfinały
26 marca (piątek)
- I półfinał Idea Śląsk Wrocław - Prokom Trefl Sopot 100:90 (31:23, 17:30, 26:26, 26:11)
- II półfinał Anwil Włocławek - Polonia Warszawa 81:76 (24:14, 20:25, 14:23, 23:14)

## Finał
27 marca (sobota), Anwil Włocławek - Idea Śląsk Wrocław 72:78 (16:31, 27:20, 17:2, 12:25)

## Nagrody
- gracz turnieju: Lynn Greer (Idea Śląsk Wrocław)
- Najlepsza piątka turnieju: Lynn Greer, Michał Ignerski (Idea Śląsk), Adam Wójcik (Idea Śląsk), Dušan Bocevski (Anwil), Donatas Zavackas (Anwil)